# Pouzaromyces myodermus
Pouzaromyces myodermus är en svampart som först beskrevs av Berk. & Broome, och fick sitt nu gällande namn av David Norman Pegler 1977. Pouzaromyces myodermus ingår i släktet Pouzaromyces och familjen Entolomataceae.   Inga underarter finns listade i Catalogue of Life.